# The Scrub Lady

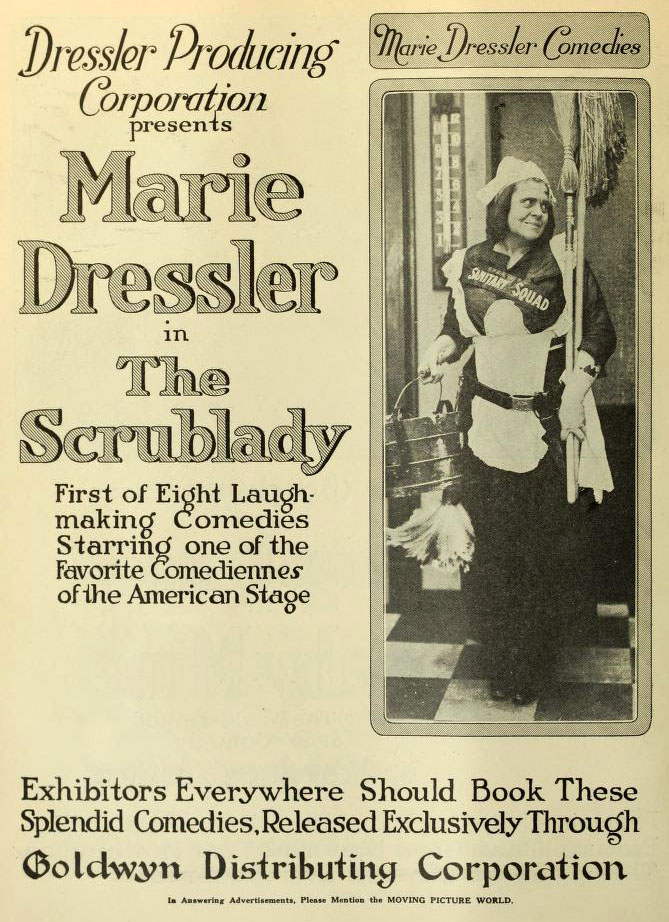
The Scrublady

The Scrub Lady é um curta-metragem de comédia mudo produzido nos Estados Unidos em 1917, dirigido por Marie Dressler e lançado em 1917.